# Edgardo Rivera García
Edgardo Rivera García (nacido el 3 de enero de 1955) es un abogado y jurista puertorriqueño, actualmente se desempeña como Juez Asociado del Tribunal Supremo de Puerto Rico. Fue nominado por el entonces gobernador Luis Fortuño para suceder al Juez Efraín Rivera Pérez que renunció a su cargo.

## Carrera profesional
Fue nombrado por el entonces gobernador Pedro Rosselló como fiscal de distrito en 1994, cargo al cual renunció en 1997 para convertirse en el director de Asuntos Legislativos del entonces presidente del Senado Charlie Rodríguez hasta el 2000, año en que Rosselló lo nominó para ser juez del Tribunal Superior, cargo que retuvo hasta que Fortuño lo nombró al Tribunal de Apelaciones en 2009. Y finalmente el entonces gobernador Fortuño le nomina para Juez Asociado del Tribunal Supremo el 3 de agosto de 2010, siendo confirmado por el Senado de Puerto Rico el 8 de septiembre de 2010.